# Metaniphargus anchihalinus
Metaniphargus anchihalinus is een vlokreeftensoort uit de familie van de Hadziidae. De wetenschappelijke naam van de soort is voor het eerst geldig gepubliceerd in 1983 door Stock.